# Раково (Логовинская волость)
Раково — деревня в юго-восточной части Порховского района Псковской области. Входит в состав сельского поселения «Логовинская волость».
Расположена в 23 км к югу от города Порхов.

## Население
Численность населения по состоянию на 2000 год составляла 43 жителя.